# DYNC2H1
DYNC2H1‏ (Dynein cytoplasmic 2 heavy chain 1) هوَ بروتين يُشَفر بواسطة جين DYNC2H1 في الإنسان.